# 黑龙江省民族博物馆
黑龙江省民族博物馆（英語：Heilongjiang Nationalities Museum）是一座位于黑龙江省哈尔滨市的博物馆，是中国首个省级民族博物馆。馆长是覃劲。

## 历史
1985年开始筹建，1988年9月建成开放，以哈尔滨文庙为馆舍，馆名由赵朴初题写。位于黑龙江省哈尔滨市南岗区文庙街25号，占地面积25,000平方米，建筑面积5,600平方米，馆藏文物10,000余件。

## 营业时间
- 周二至周日：上午八点半至下午四点半
- 周一闭馆

## 交通
- 哈尔滨轨道交通1号线工程大学站